# MQ-28 Ghost Bat
MQ-28 Ghost Bat (раніше Loyal Wingman) — прототип бойового безпілотного літального апарата, розроблений компанією Boeing Australia на замовлення ВПС Австралії. Це багатофункціональний апарат з технологією Стелс.
Розміри Loyal Wingman цілком аналогічні легкому винищувачу: довжина 11 метрів, розмах крила 11,7 метра. Заявлена дальність польоту — 3700 км. Корисне навантаження, швидкість та інші параметри — поки не розголошені.
Це безпілотний винищувач, який може діяти спільно з пілотованою авіацією. Зокрема, компанія Boeing визначила, що Loyal Wingman може працювати разом з винищувачами F-35, F/A-18F, палубним винищувачем Boeing EA-18G Growler, патрульним Boeing P-8 Poseidon та ДРЛВ E-7A Wedgetail. Зазначається, що один літак може керувати одразу 16 дронами.